# Associazione Sportiva Calcio Potenza 2005-2006
Questa voce raccoglie le informazioni riguardanti l'Associazione Sportiva Calcio Potenza nelle competizioni ufficiali della stagione 2005-2006.

## Rosa
| N. |                      | Ruolo | Calciatore                    |
| -- | -------------------- | ----- | ----------------------------- |
|    | Italia (bandiera)    | C     | Matteo Berretti               |
|    | Italia (bandiera)    | D     | Stefano Bianconi              |
|    | Italia (bandiera)    | D     | Tiziano Carnevali             |
|    | Italia (bandiera)    | C     | Alessio Carteni               |
|    | Brasile (bandiera)   | C     | Paulo Jorge Cassanova Ribeiro |
|    | Argentina (bandiera) | P     | Nicolas Alejandro Cinalli     |
|    | Italia (bandiera)    | D     | Simone Cirina                 |
|    | Italia (bandiera)    | D     | Domenico Colletto             |
|    | Italia (bandiera)    | A     | Feliciano Cosma               |
|    | Italia (bandiera)    | D     | Andrea D'Agostino             |
|    | Italia (bandiera)    | A     | Alfonso Delgado               |
|    | Italia (bandiera)    | A     | Francesco Dettori             |
|    | Italia (bandiera)    | C     | Nunzio Di Roberto             |
|    | Italia (bandiera)    | C     | Tommaso Gamboni               |
|    | Nigeria (bandiera)   | C     | Cyril Gona                    |
|    | Italia (bandiera)    | C     | Daniele Grassani              |

| N. |                      | Ruolo | Calciatore           |
| -- | -------------------- | ----- | -------------------- |
|    | Italia (bandiera)    | P     | Rino Iuliano         |
|    | Italia (bandiera)    | A     | Giovanni Lisi        |
|    | Italia (bandiera)    | A     | Vincenzo Maisto      |
|    | Italia (bandiera)    | A     | Stefano Morello      |
|    | Italia (bandiera)    | A     | Angelo Raffaele Nolé |
|    | Argentina (bandiera) | A     | Luciano Pignatta     |
|    | Italia (bandiera)    | C     | Vincenzo Platone     |
|    | Italia (bandiera)    | A     | Nicola Rais          |
|    | Italia (bandiera)    | C     | Fabrizio Maria Russo |
|    | Italia (bandiera)    | C     | Alessandro Troise    |
|    | Italia (bandiera)    | D     | Salvatore Vallefuoco |
|    | Italia (bandiera)    | P     | Valerio Visconti     |
|    | Italia (bandiera)    | D     | Donato Vittorio      |
|    | Argentina (bandiera) | A     | Mauro Zanotti        |
|    | Italia (bandiera)    | A     | Paolo Zirafa         |